# Tia (mitologia)
|  | «Teia» redirigeix aquí. Vegeu-ne altres significats a «Teia (desambiguació)». |

Tia o Tea (en grec antic: Θεία) és una de les titànides de la mitologia grega, filla d'Urà i de Gea.
Representava la vista, i per això dona brillantor a l'or i als metalls preciosos. Segons la Teogonia, Hiperíon i Tia són els pares d'Hèlios (el Sol), Selene (la Lluna) i Eos (l'Alba o Aurora). Segons Homer, Hiperíon és equivalent a Hèlios, i l'anomena Hèlios Hiperíon ('Sol en el lloc més alt'). En la literatura grega posterior, però, Hiperíon sempre es distingeix d'Hèlios. Píndar elogia a Tia per ser aquella que dona la riquesa als mortals. En honor d'aquest personatge mitològic es va batejar amb el mateix nom el planeta hipotètic que hauria xocat amb la Terra generant la Lluna, segons la hipòtesi del gran impacte.